# 中国人民武装警察部队特种警察学院
中国人民武装警察部队特种警察学院，简称武警特警学院，位于北京市昌平区，隶属武警总部，是中国人民武装警察部队的特种警察院校，实行“院队合一”体制，既是培养特种作战人才的院校，又是执行反恐特战任务的“国家队”。

## 沿革
- 1982年7月22日，为有效应对国际国内的劫机事件，在北京正式组建“公安部警字第722特种部队”（又称“公安部反劫机特种警察部队”），耿飚、彭冲等领导出席了成立大会[1][3]。
- 1983年4月5日，转隶武警总部，更名为“中国人民武装警察部队特种警察大队”[3]。国发〔1983〕149号文件定为正师级。
- 1985年，改编为“中国人民武装警察部队特种警察学校”（简称武警特警学校），实行“校队合一”的特殊编制[1]。
- 1993年9月19日，中共中央总书记、国家主席、中央军委主席江泽民来到学院检阅武警部队训练成果[1]。
- 1999年8月，武警四川总队女子特警队（1985年创建，中国第一支女子特警队）迁入北京的武警特警学校，成为武警特警学校第一支女子特警作战队[4][3]。
- 2000年5月，经中央军委批准，正式命名为“中国人民武装警察部队特种警察学院（Special Police of China）”，英文缩写SPC。2004年起实行本科教育[1][3]。
- 2009年2月24日，中共中央总书记、国家主席、中央军委主席胡锦涛检阅了学院特战大队反恐训练成果[1]。
- 2014年2月22日，中共中央总书记、国家主席、中央军委主席习近平签发命令，将学院特种作战大队命名为“猎鹰突击队”。2014年4月9日，习近平来学院视察并亲自为“猎鹰突击队”授旗[1]。
- 2017年，在深化国防和军队改革中，以原武警特種警察學院、武警北京指揮學院、武警瀋陽指揮學院為基礎調整組建新的武警特種警察學院，副军级[5][1][6]。另外以往該軍校不允高中畢業生報考，自該年起准高中畢業生透過普通高等学校招生全国统一考试就讀該校[7]。同年底，獵鷹突擊隊改隸武警第一機動總隊[8]。
- 2025年，該校停止透過高考招收普通高中畢業生[9]。

## 历任领导
| 院长 …… - 侯义明 武警上校（？—？，武警特警学校校长） …… - 王荣周 武警少将（？—？，武警特警学校校长；2000年6月—2007年11月，武警特警学院院长） - 郑新义 武警少将（2007年11月—2011年） - 赵四 武警少将（2011年—2014年） - 郭树军 武警少将（2014年—2016年） - 李勇刚武警少将（2016年—？） - 姜国营武警少将（？—？） | 政治委员 …… - 孙嘉诚武警上校（？—？，武警特警学校政治委员） …… - 王长久武警少将（1999年1月—2000年6月，武警特警学校政治委员；2000年6月—2007年11月，武警特警学院政治委员） - 岐海量武警少将（2007年11月—2014年） - 袁彦明武警少将（2014年—？） - 宋晶武警少将（？—？） - 雷金合武警少将（？—？） - 占有明武警少将（？—？） |

## 专业设置
2017年招生的本科专业有：
- 作战指挥（武警特种作战指挥）[1]

2018年新增另一項本科專業：
- 侦察情报（侦察技术指挥，旨在培養武警部队侦察指挥岗位任职所需之初级分队指挥与技术警官）[23]

2019年將前一年添增之專業一分為二：
- 情报侦察（武警侦察指挥，旨在培養侦察分队指挥警官）
- 侦察情报（侦察技术与指挥，與其他專業不同，該專業屬非指揮，旨在栽培武警部队情报中心技术与指挥警官）

2020年將前一年添增之專業統歸類為偵察情報，但仍區分為武警侦察指挥與侦察技术与指挥，其設置目的亦不變。

## 流行文化
电视剧
《武装特警》（2004年）
《中國特警》（2012年）